# Музичний словник Грова

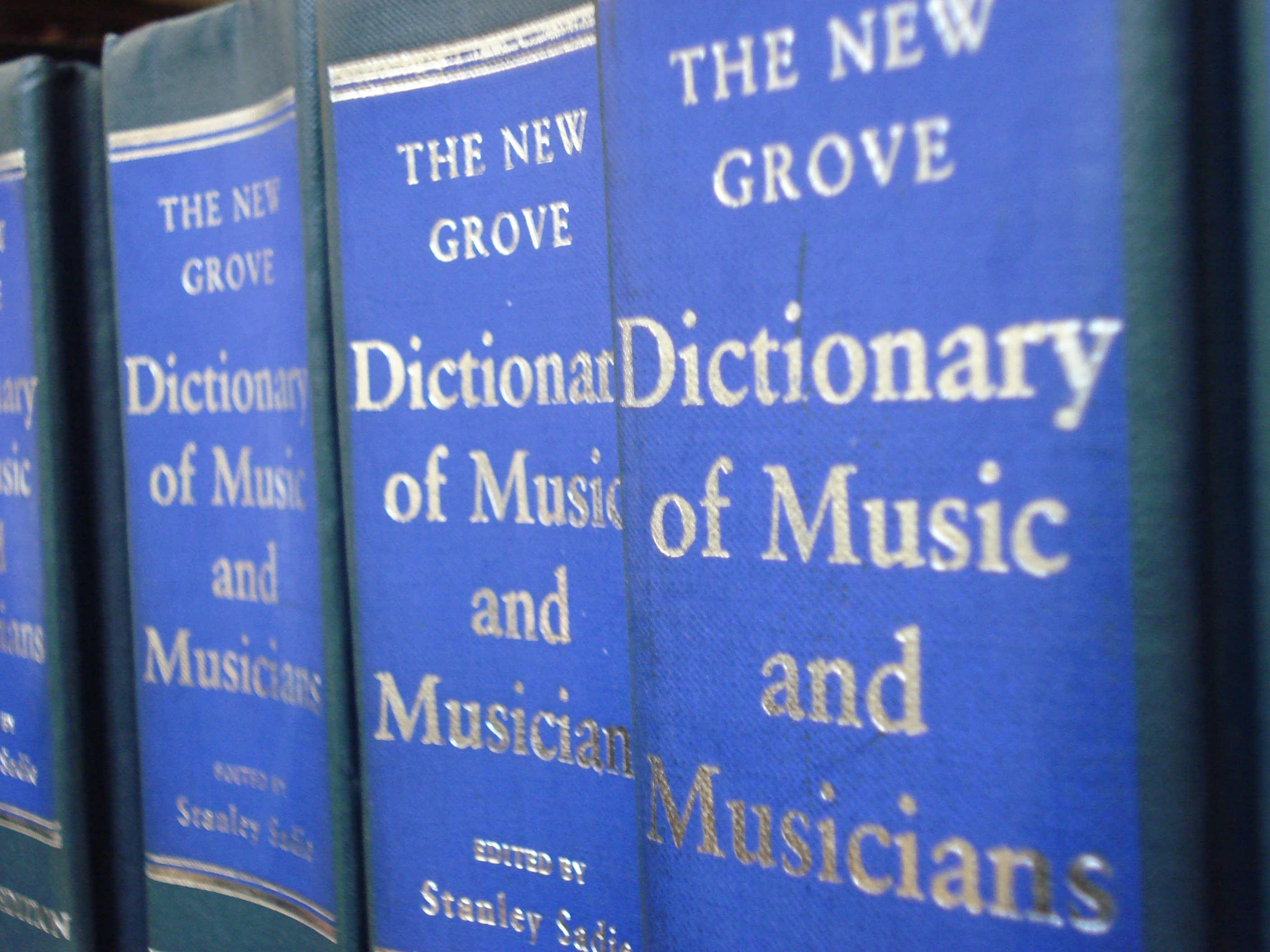
Томи другого видання словника

Музичний словник Грова (англ. Grove Dictionary of Music and Musicians) — британське довідкове видання, присвячене академічній музиці.
Словник був складений музикознавцем Джорджем Ґровом і вийшов спочатку в 4 томах (1879, 1880, 1883, 1889); серед авторів статей були, крім самого Ґрова, значні фахівці свого часу — як британські (Вільям Гаск, Френсіс Гьюфер, Вільям Рокстро, Едвард Даннройтер), так і закордонні (Філіпп Шпітта, Фердинанд Поль) та інші. Авторами словника була здійснена велетенська праця, спрямована на відновлення престижу англійської музики й обґрунтування рівності англійської музичної школи провідним національним музичним школам континентальної Європи (основним орієнтиром мислилася німецько-австрійська).
Друге, розширене й доповнене п'ятитомне видання словника підготував в 1904—1910 роках Джон Александр Фуллер Мейтленд. Третє й четверте видання були випущені в 1927 і 1940 роках відповідно Генрі Коупом Коллесом. П'яте видання, розбите на 9 томів, редагував в 1954 року Ерік Блом, в 1961 році до нього був випущений додатковий тім.
В 1980 г. за редакцією музикознавця Стенлі Сейді вийшов так званий Новий музичний словник Ґроува (англ. The New Grove Dictionary of Music and Musicians), розбитий на 22 томи й що включав 22 500 статей, у тому числі 16 500 біографій. Це видання протягом 15 років перевидавалося, з виправленнями й доповненнями, практично щорічно. Друга редакція цього словника була видана в 2001 г. в 29 томах. Вартість повного комплекту перевищує 2000 доларів США.
За редакцією Лори Мейсі працює постійно обновлювана й поповнювана мережна версія словника. Річна підписка на користування нею коштує 300 доларів, однак у ряді бібліотек Великої Британії надається безкоштовний доступ. Права на видання й онлайн-версію з 2004 року належать видавництву оксфордського університету, внаслідок чого сайт із Grove Music Online було перейменовано на Oxford Music Online.
2001 та 2007 словник було частково перекладено Левонрм Акопяном на російську мову і випущено у скороченому вигляді під назвою рос. «Музыкальный словарь Гроува».